# 除法

20 個のりんごを 4 つに等分配したとき、それぞれのグループにはりんごが 5 個ある。20÷4=5

除法（じょほう、英: division）とは、乗法の逆演算であり四則演算のひとつに数えられる二項演算の一種である。除算（じょさん、じょざん）、割り算（わりざん）とも呼ばれる。
除法は ÷（日本で一般的） や /（世界的に優勢）、：（ドイツ・フランス）、及び⟌（筆算の場合）などといった記号を使って表される（#記号についても参照）。除算する2つの数のうち一方の項を被除数 (ひじょすう、英: dividend) と呼び、他方を除数 (英: divisor) と呼ぶ。有理数の除法について、その演算結果は被除数と除数の比を与え、分数を用いて表せられる。このとき被除数は分子 (英: numerator)、除数は分母 (英: denominator) に対応する。被除数と除数は、被除数の右側に除数を置いて以下のように表される。
被除数 ÷ 除数
除算は商 (英: quotient) と剰余 (英: remainder) の2つの数を与え、商と除数の積に剰余を足したものは元の被除数に等しい。
商 × 除数 + 剰余 = 被除数
剰余は余りとも呼ばれ、除算によって「割り切れない」部分を表す。剰余が0である場合、「被除数は除数を割り切れる」と表現され、このとき商と除数の積は被除数に等しい。剰余を具体的に決定する方法にはいくつかあるが、自然数の除法については、剰余は除数より小さくなるように取られる。たとえば、13 を 4 で割った余りは 1、商は3となる。これらの商および剰余を求める最も原始的な方法は、引けるだけ引き算を行うことである。つまり13を4で割る例では、13から4を1回ずつ引いていき（13 − 4 = 9, 9 − 4 = 5, 5 − 4 = 1 < 4）、引かれる数が4より小さくなるまで引き算を行ったら、その結果を剰余、引き算した回数を商とする。これは自然数の乗法を足し算によって行うことと逆の関係にある。
剰余を与える演算に % などの記号を用いる場合がある。
剰余 = 被除数 % 除数
除数が0である場合、除数と商の積は必ず0になるため商を一意に定めることができない。従って0を除数とする除法の商は未定義となる（ゼロ除算を参照）。
有理数やそれを拡張した実数、複素数における除法では、整数や自然数の除法と違って剰余は使われず、
商 × 除数 = 被除数
という関係が除数が0の場合を除き常に成り立つ。この関係は次のようにも表される。
被除数 ÷ 除数 = 商
実数などにおける定義から離れると、除法は乗法を持つ代数的構造について「乗法の逆元を掛けること」として一般化できる。一般の乗法は交換法則が必ずしも成り立たないため、除法も左右2通り考えられる。

## 記号について
日本では除算記号として「÷」が広く用いられるが、日本以外で「÷」が広く用いられている国はアメリカ、イギリス、韓国、中国、タイなど限られた国しかない。世界的には除算記号としては「／（スラッシュ）」が優勢であり、コンピュータープログラミングにおいても半角の「/」を用いるのが一般的である。他にはドイツやフランスでは除算記号として「：（コロン）」が使用されている。また一般に除算の筆算では「÷」や「／」等を使うのではなく、記号「⟌」を用いてその右下に被除数、左に除数を書く形で書き表し、その上で商を「⟌」の上に書いて乗算と減算の組み合わせにより計算する（長除法。詳細は筆算#筆算による除算を参照）。また素因数分解や進法変換など連続して除算を行う場合などには、その「⟌」を上下反転させたような記号を使い、その右上に被除数、左に除数、下に商を書く形で書き表すことがある（短除法）。

## 整数の除法
整数 m と n に対して、
m = qn
を満たす整数 q が唯一つ定まるとき、m ÷ n = q によって除算を定める。m は被除数（ひじょすう、英: dividend）あるいは実（じつ）と呼ばれ、n は除数（じょすう、英: divisor）あるいは法（ほう、英: modulus）と呼ばれる。また q は m を n で割った商（しょう、英: quotient）と呼ばれる。商 q は他に「m の n を法とする商」「法 n に関する商 (英: quotient modulo n)」 などとも言う。
またこのとき、m は n で整除（せいじょ）される、割り切れる（わりきれる、英: divisible）あるいは n は m を整除する、割り切るなどと表現される。このことはしばしば記号的に n ∣ m と書き表される。
除数 n が 0 である場合を考えると、除数 0 と任意の整数 q の積は 0 となり、被除数 m が 0 なら任意の整数 q が方程式を満たすため、商は一意に定まらない。同様に被除数 m が 0 以外の場合にはどのような整数 q も方程式を満たさないため、商は定まらない。
整数の範囲では上述のような整数 q が定まる保証はなく、たとえば被除数 m が 7 の場合を考えると除数 n が 1, 7, −1, −7 のいずれかでない限り商 q は整数の範囲で定まらない。整数の範囲で商が必ず定まるようにするには、剰余（じょうよ、英: remainder, residue）を導入して除法を拡張する必要がある。つまり、方程式
m = qn + r
を満たすような q, r をそれぞれ商と剰余として与える。このような方程式を満たす整数 q, r は複数存在するが（たとえばある q, r に対して q − 1 と n + r の組は同様に上記の方程式を満たす）、剰余 r の取り得る値に制限を与えて一意に商 q と剰余 r の組を定めることができる。よく用いられる方法は剰余 r を除数 n より絶対値が小さな非負の数と定めることである。このような除法はユークリッド除法と呼ばれる。
m = qn + r かつ0 ≤ r < |n|
これは、感覚的には被除数から除数を引けるだけ引いた残りを剰余と定めているということである。こうして定められる剰余はしばしば「m の n を法とする剰余」「m の法 n に関する剰余 (英: residue modulo "n") 」などと言い表される。
剰余rが0でないことはしばしば「mはnで割り切れない」と表され、記号的に n ∤ m と表される。
ユークリッド除法による計算例は以下の通りである。以下では除数を 4, −4, 被除数を 22, −22 としている。
- 0 ≤ r < |n|

22 = 5 × 4 + 2：商 5, 剰余 2
22 = (−5) × (−4) + 2：商 −5, 剰余 2
−22 = (−6) × 4 + 2：商 −6, 剰余 2
−22 = 6 × (−4) + 2：商 6, 剰余 2
「割り切れない」という用語はしばしば「小数点以下が無限に続く」の意で不適切に用いられることがあるが、「割り切れない」からといってそうであるとは限らない（たとえば上記の例では、「22は4で割り切れない」が、その有理数除算における商は「5.5」であり小数第一位までで表すことが出来る）。

### 絶対的最小剰余
他の剰余に対する制限方法として、剰余の絶対値が最小となるよう商を定める方法がある。この方法では、
−|n|/2 < r ≤ |n|/2
あるいは
−|n|/2 ≤ r < |n|/2
の範囲に剰余 r が含まれる。この場合、ユークリッド除法と違い r は負の値を取り得る。このように定められる剰余を絶対的最小剰余 (絶対値最小剰余とも。英: least absolute remainder, absolutely least residue, minimal residue) と呼ぶ。
絶対的最小剰余を用いる場合の計算例は以下の通りである。以下では除数を 4, −4, 被除数を 22, −22 としている。
- −|n|/2 < r ≤ |n|/2

22 = 5 × 4 + 2：商 5, 剰余 2
22 = (−5) × (−4) + 2：商 −5, 剰余 2
−22 = (−6) × 4 + 2：商 −6, 剰余 2
−22 = 6 × (−4) + 2：商 6, 剰余 2
- −|n|/2 ≤ r < |n|/2

22 = 6 × 4 − 2：商 6, 剰余 −2
22 = (−6) × (−4) − 2：商 −6, 剰余 −2
−22 = (−5) × 4 − 2：商 −5, 剰余 −2
−22 = 5 × (−4) − 2：商 5, 剰余 −2
いずれの方法であっても、除数 n が0の場合、剰余 r は0でなければならず、被除数 m がどんな数であっても商qを一意に定めることはできない。
絶対的最小剰余とユークリッド除法によって定められる最小非負剰余、あるいは別の方法のいずれを用いるかは自由であり、与えられる剰余がそのいずれかであるかは予め決められた規約に従う。この規約は、計算する対象や計算機の機種、あるいはプログラミング言語により、まちまちである。簡単な分析とサーベイが "Division and Modulus for Computer Scientists" という文献にまとめられている。

## 有理数の除法
整数の除法では、考えている数（自然数または整数）の範囲内で商を取り直して剰余を定義することで、除法をその数の範囲全体で定義できることを述べた。さらに、よく知られているように、数の範囲を有理数まで拡張し、商に有理数を許すことによって、剰余の概念は不要となり、有理数の全体で四則演算が自由に行えるようになる。
任意の被除数 a の 0 でない除数 b による除算は、有理数 c をただ一つ与える。
{\displaystyle a\div b=c}
この有理数 c は
{\displaystyle c\times b=b\times c=a}
を満たす。また、除算は、除数の逆数の乗算に置き換えることができる。
{\displaystyle a\div b=a\times {\frac {1}{b}}}
したがって、除算および乗算の順序は入れ替えることができる。
{\displaystyle {\begin{aligned}(a\div b)\times c&=\left(a\times {\frac {1}{b}}\right)\times c=(a\times c)\times {\frac {1}{b}}=(a\times c)\div b,\\(a\div b)\div c&=\left(a\times {\frac {1}{b}}\right)\times {\frac {1}{c}}=\left(a\times {\frac {1}{c}}\right)\times {\frac {1}{b}}=(a\div c)\div b\end{aligned}}}
また、2つの除算は乗算を用いてまとめることができる。
{\displaystyle (a\div b)\div c=a\div (b\times c)}
しかし、除数と被除数とを入れ替えることはできない。
{\displaystyle a\div b\neq b\div a}
{\displaystyle (a\div b)\div c\neq a\div (b\div c)}
2番目の例のように括弧の位置を変えると計算結果が変わってしまうので、
{\displaystyle a\div b\div c}
と書かれた場合には特別な解釈を与える必要がある。一般的には左側の演算が優先され、次式の右辺の意味に解釈される。
{\displaystyle a\div b\div c=(a\div b)\div c}
有理数の除算について、除数を被除数に対して分配することができる。
{\displaystyle (a+b)\div c=a\div c+b\div c}
ただし、被除数を除数に対して分配することはできない。
{\displaystyle a\div (b+c)\neq a\div b+a\div c}
有理数の除算の結果は、分数を用いて表すことができる。
{\displaystyle a\div b={\frac {a}{b}}}
ある有理数に対応する分数の表し方は無数に存在する。たとえば 0 でない有理数 c を用いて、
{\displaystyle a\div b={\frac {ac}{bc}}={\frac {\frac {a}{c}}{\frac {b}{c}}}}
と表してもよい。
また、有理数は分母と分子がともに整数である分数を用いて表すことができる。2つの有理数 a, b をそれぞれ整数 p, q, r, s を用いて分数表記する。
{\displaystyle a={\frac {p}{q}},\quad b={\frac {r}{s}}}
すると、それらの除算は次のように計算することができる。
{\displaystyle {\frac {p}{q}}\div {\frac {r}{s}}={\frac {p}{q}}\times {\frac {s}{r}}={\frac {p\times s}{q\times r}}={\frac {ps}{qr}}}
この表示から明らかなように、有理数を有理数で割った商はまた有理数である。次のように計算してもよい。
{\displaystyle {\frac {p}{q}}\div {\frac {r}{s}}={\frac {p\div r}{q\div s}}={\frac {\frac {p}{r}}{\frac {q}{s}}}}
このような意味で、四則演算が自由に行える集合の抽象化として体の概念が現れる。すなわち、有理数の全体が作る集合 Q は体である。

## 実数の除法
実数は有理数の極限として表され、それによって有理数の演算から実数の演算が矛盾なく定義される。すなわち、任意の実数 x, y (y ≠ 0) に対し xn → x, yn → y (n → ∞) を満たす有理数の列 {xn}n ∈ N, {yn}n ∈ N（例えば、x, y の小数表示を第 n 桁までで打ち切ったものを xn, yn とするような数列）が与えられたとき
{\displaystyle x/y:=\lim _{n\to \infty }x_{n}/y_{n}}
と定めると、この値は極限値が x, y である限りにおいて数列のとり方によらずに一定の値をとる。これを実数の商として定めるのである。

## 複素数の除法
実数の除法を用いれば複素数の除法が、被除数が 0 の場合を除いた任意の 2 つの複素数について定義できる。
2 つの複素数 z, w について、w の共役複素数 w を用いれば、複素数の除法 z/w は次のように計算できる（ただし除数 w は 0 でないとする）。
{\displaystyle {\frac {z}{w}}={\frac {z}{w}}{\frac {\overline {w}}{\overline {w}}}={\frac {z{\overline {w}}}{\left|w\right|^{2}}}.}
また、複素数 z, w の実部と虚部を 4 つの実数 Re z, Im z, Re w, Im w を用いて z = Re z + i Im z, w = Re w + i Im w と表せば、複素数の除法 z/w は次のように表せる。
{\displaystyle {\frac {z}{w}}={\frac {\operatorname {Re} z+i\operatorname {Im} z}{\operatorname {Re} w+i\operatorname {Im} w}}={\frac {\operatorname {Re} z\operatorname {Re} w+\operatorname {Im} z\operatorname {Im} w}{(\operatorname {Re} w)^{2}+(\operatorname {Im} w)^{2}}}+i\,{\frac {\operatorname {Re} z\operatorname {Im} w-\operatorname {Im} z\operatorname {Re} w}{(\operatorname {Re} w)^{2}+(\operatorname {Im} w)^{2}}}.}
極形式では
{\displaystyle {\frac {z}{w}}={\frac {|z|e^{i\arg z}}{|w|e^{i\arg w}}}={\frac {|z|}{|w|}}e^{i(\arg z-\arg w)}}
と書ける。やはり |w| = 0 つまり w = 0 のところでは定義できない。

## 0で割ること
代数的には、除法は乗法の逆の演算として定義される。つまり a を b で割るという除法は
{\displaystyle a\div b=x\iff a=b\times x}
を満たす唯一つの x を与える演算でなければならない。ここで、唯一つというのは簡約律
{\displaystyle bx=by\Rightarrow x=y}
が成立するということを意味する。この簡約律が成立しないということは、bx = by という条件だけからは x = y という情報を得たことにはならないということであり、そのような条件下で強いて除法を定義したとしても益が無いのである。
実数の乗法において、簡約が不能な一つの特徴的な例として b = 0 である場合、つまり「0 で割る」という操作を挙げることができる。実際、b = 0 であるとき a = bx によって除法 a ÷ b を定めようとすると、もちろん a = 0 である場合に限られるが、いかなる x, y についても 0x = 0 = 0y が成立してしまって x の値は定まらない。無論、a ≠ 0 ならば a = 0x なる x は存在せず a ÷ b は定義出来ない。つまり、実数の持つ代数的な構造と0による 除算は両立しない。

## 日本の算術における除法
珠算における除法では、古くは江戸時代から昭和戦前まで「二一天作五」（10÷2＝5に相当し、そろばんの操作法は割られる桁の1を5に変えて商とする）に代表される割り算九九（割り声・九帰法・八算・見一）を用いた帰除法が用いられてきたが、昭和戦後からは掛け算九九を逆に使う商除法が標準的となっている。

### 伝承
割算天下一を名乗った毛利重能の著書「割算書」によれば、割算の起源は以下のように記されている。

## 関連文献
- 足立恒雄『数　体系と歴史』朝倉書店、2002年1月20日。ISBN 978-4-254-11088-3。
- 彌永昌吉『数の体系』 上、岩波書店〈岩波新書(青版) 815〉、1972年3月25日。ISBN 978-4-00-416001-4。
- 彌永昌吉『数の体系』 下、岩波書店〈岩波新書(黄版) 43〉、1978年4月20日。ISBN 978-4-00-420043-7。
- 島内剛一『数学の基礎』日本評論社〈日評数学選書〉、2008年12月（原著1971年3月30日）。ISBN 978-4-535-60106-2。 - 1971年3月に「日評数学選書」の1冊として刊行された旧著を、2008年12月に復刊。
- 高木貞治『新式算術講義』高瀬正仁 解説、筑摩書房〈ちくま学芸文庫 タ27-1 Math & Science〉、2008年5月20日（原著1904年6月28日）。ISBN 978-4-480-09146-8。 - 1904年（明治37年）に博文館から発行された旧著の復刊。
- 高木貞治『数の概念』（改版）岩波書店、1970年（原著1949年8月20日）。ISBN 978-4-00-005153-8。
- エトムント・ランダウ『数の体系　解析の基礎』蟹江幸博、丸善出版〈数学クラシックス 28〉、2014年1月30日。ISBN 978-4-621-08713-8。